# Стријано
Стријано (итал. Striano) је насеље у Италији у округу Напуљ, региону Кампанија.
Према процени из 2011. у насељу је живело 7639 становника. Насеље се налази на надморској висини од 26 м.

## Географија
| Клима (Стријано)           | Клима (Стријано) | Клима (Стријано) | Клима (Стријано) | Клима (Стријано) | Клима (Стријано) | Клима (Стријано) | Клима (Стријано) | Клима (Стријано) | Клима (Стријано) | Клима (Стријано) | Клима (Стријано) | Клима (Стријано) | Клима (Стријано) |
| Показатељ \ Месец          | .Јан.            | .Феб.            | .Мар.            | .Апр.            | .Мај.            | .Јун.            | .Јул.            | .Авг.            | .Сеп.            | .Окт.            | .Нов.            | .Дец.            | .Год.            |
| -------------------------- | ---------------- | ---------------- | ---------------- | ---------------- | ---------------- | ---------------- | ---------------- | ---------------- | ---------------- | ---------------- | ---------------- | ---------------- | ---------------- |
| Средњи максимум, °C (°F)   | 12,5 (54,5)      | 13,2 (55,8)      | 15,2 (59,4)      | 18,2 (64,8)      | 22,6 (72,7)      | 26,2 (79,2)      | 29,3 (84,7)      | 29,5 (85,1)      | 26,3 (79,3)      | 21,8 (71,2)      | 17,0 (62,6)      | 13,6 (56,5)      | 29,5 (85,1)      |
| Средњи минимум, °C (°F)    | 3,8 (38,8)       | 4,3 (39,7)       | 5,9 (42,6)       | 8,3 (46,9)       | 12,1 (53,8)      | 15,6 (60,1)      | 18,0 (64,4)      | 17,9 (64,2)      | 15,3 (59,5)      | 11,6 (52,9)      | 7,7 (45,9)       | 5,1 (41,2)       | 3,8 (38,8)       |
| Количина падавина, mm (in) | 104,4 (41,1)     | 97,9 (38,54)     | 85,7 (33,74)     | 75,5 (29,72)     | 49,6 (19,53)     | 34,1 (13,43)     | 24,3 (9,57)      | 41,6 (16,38)     | 80,3 (31,61)     | 129,7 (51,06)    | 162,1 (63,82)    | 121,4 (47,8)     | 1.006,6 (396,3)  |
| [ тражи се извор ]         |                  |                  |                  |                  |                  |                  |                  |                  |                  |                  |                  |                  |                  |

## Становништво
| 1931. | 1936. | 1951. | 1961. | 1971. | 1981. | 1991. | 2001. | 2011. |
| ----- | ----- | ----- | ----- | ----- | ----- | ----- | ----- | ----- |
| 2.577 | 2.912 | 3.806 | 4.502 | 4.974 | 5.919 | 6.984 | 7.507 | 8.204 |